# Jay Dahlgren
Jay Dahlgren (eigentlich Judith Dahlgren; * 7. Dezember 1948 in Vancouver) ist eine ehemalige kanadische Speerwerferin.
1966 gewann sie bei den British Empire and Commonwealth Games in Kingston Bronze; im Diskuswurf wurde sie Siebte und im Kugelstoßen Achte.
Im Jahr darauf holte sie bei den Panamerikanischen Spielen 1967 in Winnipeg ebenfalls die Bronzemedaille. Bei den Olympischen Spielen 1968 in Mexiko-Stadt kam sie auf den 13. Platz, und bei den British Commonwealth Games 1970 in Edinburgh errang sie erneut Bronze.
Siebenmal wurde sie Kanadische Meisterin im Speerwurf. Ihre persönliche Bestweite in dieser Disziplin von 56,88 m stellte sie am 27. August 1974 in Winnipeg auf.